# 929
Cette page concerne l'année 929  du calendrier julien. Pour l'année 929 av. J.-C., voir 929 av. J.-C.
L'année 929 est une année commune qui commence un jeudi.

## Événements
- 28 février - 2 mars[1] : échec d'une tentative de coup d'État contre le calife Al-Muqtadir, qui doit abdiquer en faveur de son frère Al-Qahir. L'émir Mu'nis le remet sur le trône.
- À la mort du roi de Mataram Wawa le pouvoir royal abandonne le centre de Java et fixe sa capitale à l’est de l’île[2].

### Europe
- 16 janvier, Al-Andalus : institution du califat de Cordoue par Abd al-Rahman III, jusqu'à présent émirat de Cordoue[3]. Fin de son règne en 961.
- Printemps : Boson, frère de Raoul de Bourgogne, s’empare de l'abbaye de Chelles, héritage de Rothilde, revendiqué par Hugues le Grand. Herbert II de Vermandois, allié de Hugues, prend  Vitry-en-Perthois, place forte de Boson.  Un armistice est conclu jusqu’à fin-mai, suivi d’une paix définitive signée sur l'intervention du roi Henri Ier de Germanie[4].
- 5 juin : début du siège de Badajoz[5] (fin en 930).
- 11 juillet : siège de Beja[6]. Abd al-Rahman III s’empare de la principauté de Badajoz.
- 2 septembre : Bataille de Lenzen (de)[7]. Soumission de la Lusace (occupée par les Sorabes) par Henri Ier l’Oiseleur.
- 28 septembre : assassinat du duc de Bohême Venceslas Ier Přemyslide par son frère Boleslav Ier le Cruel (ou en 935[8]). Il avait reconnu la suzeraineté d’Henri l’Oiseleur, roi de Germanie, provoquant le mécontentement des nobles. Boleslav Ier monte sur le trône de Bohême après l’avoir assassiné. Il fonde l’état tchèque (fin de règne en 967).

- Lambert succède à son frère Guy comme marquis de Toscane (fin en 931)[9].
- Hugues le Grand et Herbert II de Vermandois assiègent Montreuil pour soumettre le comte Herluin de Ponthieu, qui doit leur livrer des otages. Bientôt Herluin abandonne le service de Herbert pour adhérer au parti de Hugues, ce qui entraîne un conflit entre les deux hommes[4].
- Foulque Ier le Roux, s'intitule comte d’Anjou (jusqu'en 941). Hugues le Grand semble ne lui reconnaître que le titre de vicomte d'Anjou[10].
- Début de la frappe de dinar d’or en Espagne à la place des dirhams d'argent[11].